# السيرة الذاتية ليوغي
السيرة الذاتية ليوغي (بالإنجليزية: Autobiography of a Yogi) هي سيرة برمهنسا يوغانندا (وُلد في 5 يناير من عام 1893 – توفي في 7 مارس من عام 1952) الذاتية، نُشرت للمرة الأولى في عام 1946. وُلد برمهنسا يوغانندا تحت اسم موكوندا لال غوش في غوراخبور، الهند، لعائلة بنغالية هندوسية.
تعرّف السيرة الذاتية ليوغي القارئ على حياة برمهنسا يوغانندا ولقاءاته مع شخصيات روحية من كلا العالمين الشرقي والغربي. يبدأ الكتاب في مرحلة الطفولة من حياته العائلية، مرورًا بإيجاده معلمه الروحي، وصيرورته راهبًا ووضعه تعاليم تأمل كريا يوغا خاصته. يتابع الكتاب في عام 1920 حينما يقبل يوغانندا دعوة للتحدث في مؤتمر ديني في بوسطن، ماساتشوستس، الولايات المتحدة. يسافر بعدها عبر أمريكا محاضرًا ومرسخًا تعاليمه في لوس أنجلوس، كاليفورنيا. في عام 1935، يرجع إلى الهند في زيادة مدتها عام واحد. عندما يعود إلى أمريكا، يتابع ترسيخ تعاليمه، ومن بينها تأليف هذا الكتاب.
الكتاب مقدمة لأساليب بلوغ إدراك الله والحكمة الروحية الشرقية، التي كانت متاحة لقلة فقط في عام 1946. يدعي المؤلف أن تأليف الكتاب كان قد تنبأ به منذ زمن بعيد المعلم لاهيري محاسايا (معلم يوغانندا) من القرن التاسع عشر المعروف أيضًا باسم يوجيراج وكاشي بابا. قبل أن يُصبح يوغي، كان اسم لاهيري محاسايا الحقيقي شياما تشاران لاهيري.
الكتاب في حيز الطباعة منذ سبعين عامًا وقد تُرجم إلى أكثر من خمسين لغة عن طريق منظمة زمالة إدراك الذات. لقي استحسانًا كبيرًا باعتباره من الكلاسيكيات الروحية ويشمل ذلك تصنيف فيليب زاليسكي إياه، حينما كان تحت رعاية دار نشر هاربركولينز، ضمن قائمة «أهم مئة كتاب روحي في القرن العشرين». ضُمن في كتاب 50 عملًا كلاسيكيًا روحيًا: حكمة سرمدية مستقاة من 50 كتابًا حول اكتشاف الذات، والتنوير والغاية بقلم توم بتلر باودن. وفقًا لمشروع غوتنبرغ، الطبعة الأولى ما زالت في النطاق العام وخمسة ناشرين على الأقل ما زالوا يعيدون طباعته وأربعة نشروه مجانًا للقراءة على الإنترنت.